# کنندیل–دراپاک
کنندیل–دراپاک تیم دوچرخه‌سواری حرفه‌ای آمریکایی است. این تیم در سال ۲۰۰۳ تأسیس شد و در سال ۲۰۰۹ وارد تور جهانی دوچرخه‌سواری شد. مقر آن در بولدر کلرادو است و کمپ تمرینی آن در خیرونای کاتالونیا قرار دارد. شرکت هلدینگ اسلیپ‌استریم اسپرتس مالک کنندیل−دراپاک است. شرکت دوچرخه‌سازی کنندیل نیز حامی مالی عنوان آن است. حامی مالی دیگر آن، شرکت املاک استرالیایی-آمریکایی با نام دراپاک کپیتال پارتنرز است.
نتایج مهم تیم در تور جهانی شامل این قهرمانی‌ها است: کلاسیک واتنفال ۲۰۰۹ و ۲۰۱۰ توسط تایلر فرر، تور لهستان ۲۰۱۰، تور کاتالونیا ۲۰۱۳، لیژ−باستون−لیژ ۲۰۱۳ و تور لمباردی ۲۰۱۴ توسط دن مارتین، تور داون آندر ۲۰۱۱ توسط کمرون مایر، پاریس−روبهٔ ۲۰۱۱ توسط یوهان فانسمورن، جیرو دیتالیای ۲۰۱۲ توسط رایدر هشادال و کریتریوم دوفینهٔ ۲۰۱۴ توسط اندرو تالانسکی. تیم تاکنون در ۲۲ مرحلهٔ گرند تورها به پیروزی رسیده‌است که شامل ۸ پیروزی در جیرو دیتالیا، ۷ پیروزی در تور دو فرانس و ۷ پیروزی در ووئلتا اسپانیا است. همچنین رکابزنان تیم در ۲۷ مسابقهٔ کشوری استقامت جاده و تایم تریل قهرمان شده‌اند.
کنندیل−دراپاک در زمینهٔ مبارزه با دوپینگ شناخته‌شده است. تیم پیش از امضای قرارداد با هر رکابزن، مقادیر خون او را بررسی می‌کند و سیستم نمونه‌گیری داخلی دارد. تا سال ۲۰۱۵ نمونهٔ دوپینگ هیچ رکابزنی در زمان حضور در تیم یا پس از آن مثبت نشد. در اوت ۲۰۱۵ نمونهٔ تام دنیلسون به دلیل وجود تستوسترون مصنوعی مثبت شد.